# Тинь (Польща)
Тинь (пол. Tyń, нім. Thyn) — село в Польщі, у гміні Постоміно Славенського повіту Західнопоморського воєводства.
Населення — 128 осіб (2011).
У 1975-1998 роках село належало до Слупського воєводства.

## Демографія
Демографічна структура станом на 31 березня 2011 року:
|          | Загалом | Допрацездатний вік | Працездатний вік | Постпрацездатний вік |
| -------- | ------- | ------------------ | ---------------- | -------------------- |
| Чоловіки | 63      | 11                 | 46               | 6                    |
| Жінки    | 65      | 10                 | 44               | 11                   |
| Разом    | 128     | 21                 | 90               | 17                   |